# Ligne Arkhangelsk-Astrakhan
| \| Arkhangelsk Astrakhan Moscou · (Bataille) Stalingrad · (Bataille) Léningrad · (Siège) Gorki · (Bombardements) \| Localisation d'Arkhangelsk et d'Astrakhan, · ainsi que de Moscou, Stalingrad, · Gorki et Léningrad · (villes stratégiques situées à la · limite de l’avancée de l’Allemagne). |
| Arkhangelsk Astrakhan Moscou · (Bataille) Stalingrad · (Bataille) Léningrad · (Siège) Gorki · (Bombardements) |

La ligne Arkhangelsk-Astrakhan, ou ligne A-A, était l'objectif militaire de l'opération Barbarossa. Elle est aussi connue sous le nom de ligne Volga-Arkhangelsk, mais plus rarement comme la ligne Volga-Arkhangelsk-Astrakhan. Elle fut mentionnée pour la première fois le 18 décembre 1940 dans la directive du Führer no 21 (Fall Barbarossa) qui énonçait les objectifs et les conditions de l'invasion allemande de l'Union soviétique, décrivant la réalisation de la « ligne Volga-Archangelsk » comme son objectif militaire.

## Origine
La ligne tient ses origines dans une étude militaire antérieure proposée le 5 août 1940 par Erich Marcks, appelée Opération Draft East. Ce rapport préconisait l'occupation de la « Russie » (il insistait pour appeler ainsi l'Union soviétique) jusqu'à la ligne « Arkhangelsk-Gorki-Rostov » afin de l'empêcher de constituer une menace pour l'Allemagne à l'avenir et de « la protéger contre les bombardiers ennemis ». Marcks envisageait que la campagne, y compris la capture de Moscou et au-delà, nécessiterait entre neuf et dix-sept semaines pour être menée à bien.
La ligne Arkhangelsk-Astrakhan devait s'étendre de la ville portuaire d'Arkhangelsk sur la mer Blanche, au nord de la Russie, le long du confluent de la Volga jusqu'à la ville portuaire d'Astrakhan, à l'embouchure de la Volga sur la mer Caspienne. L'invasion de l'Union soviétique par l'Allemagne ne réussit à atteindre aucun de ces objectifs.

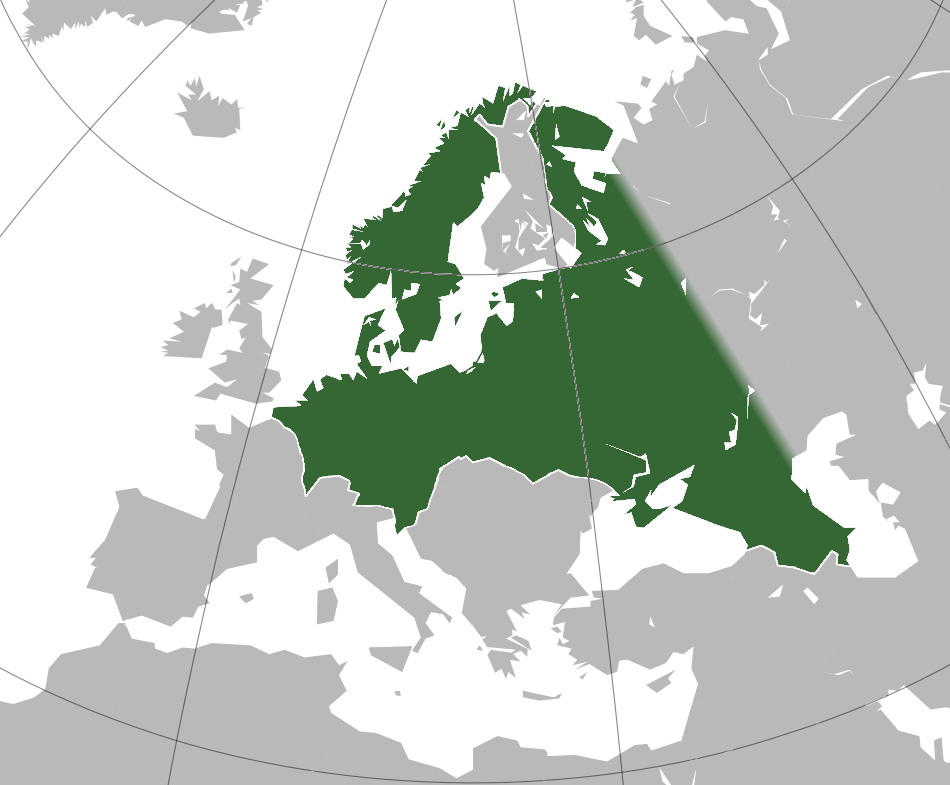
Frontières du Troisième Reich telles qu'envisagée. À l'Est, la frontière suit la ligne Arkhangelsk-Astrakhan.

## Objectifs
Le plan était que l'Armée rouge à l'ouest de la ligne soit vaincue lors d'une campagne militaire rapide en 1941 avant le début de l'hiver. L’armée de terre allemande supposait que la majorité des fournitures militaires soviétiques et l'essentiel du potentiel alimentaire et démographique de l'Union soviétique existantes se situait dans les terres situées à l'ouest de la ligne Arkhangelsk-Astrakhan. Si la ligne était atteinte, l'Union soviétique serait alors privée d'environ 86 % de ses actifs pétroliers (territoires pétrolifères dans le Caucase).
La ligne Arkhangelsk-Astrakhan en tant qu'objectif final des hostilités militaires fut choisie parce qu'une occupation de l'ensemble de l'Union soviétique au cours d'une seule campagne militaire était considérée comme impossible, en raison de ses dimensions géographiques. Il était prévu que les derniers centres industriels soviétiques situés plus à l'est soient détruits par des bombardements aériens, auxquels devait être assigné tout une flotte aérienne (en allemand : Luftflotte, équivalent à un groupe d'armées).